# ماتیلدا سنیه
ماتیلدا سنیه (فرانسوی: Mathilde Seigner‎؛ زادهٔ ۱۷ ژانویهٔ ۱۹۶۸) یک هنرپیشه اهل فرانسه است. ماتیلدا خواهر امانوئل سنیه بازیگر و همسر رومن پولانسکی است
از فیلم‌ها یا برنامه‌های تلویزیونی که وی در آنها نقش داشته‌است می‌توان به هری، او برای کمک اینجاست، مؤسسه زیبایی ونوس و زمان دوباره به دست آمد اشاره کرد.